# Mičetići
Mičetići is een plaats in de gemeente Poreč in de Kroatische provincie Istrië. De plaats telt 22 inwoners (2001).